# Валери Тасо
Валери Тасо (на френски: Valérie Tasso) е френска сексоложка, лекторка и писателка на бестселъри в жанровете мемоарна еротична литература и сексология.

## Биография и творчество
Тасо е родена на 23 януари 1969 г. в Шампан-Ардени, Франция. Получава бакалавърска степен по икономика и чужди езици от университета „Франш Конте“ в Безансон и магистърска степен по бизнес администрация от университета в Страсбург.
След дипломирането си работи в разни компании в Испания като специалист по връзки с обществеността. Пътува често по света и чете много.
През 1999 г. по собствено желание и любопитство работи в продължение на 6 месеца като елитна проститутка. Преживяванията си представя в първата си книга „Дневникът на една нимфоманка“, издаден през 2003 г. През 2008 г. книгата е екранизирана в едноименния испански филм с участието на Белен Фабра, Леонардо Сбаралия, Джералдин Чаплин и Анхела Молина.
През 2006 г. завършва с магистърска степен по сексология и сексуална терапия от Института по сексология на Университета „Алкала де Енарес“ в Мадрид.
Авнторка е на редица книги по сексология. В тях с чувство за хумор се впуска в дебрите на съблазняването, секса и отношенията между жените и мъжете. Приема като творческо кредо да разбие многобройните табута и предразсъдъци в секса. Нейният лозунг е „Който пренебрегва причините за правилата, е осъден да ги уважава.“
Пише статии в пресата и чест участва в радио и телевизионни предавания в Испания. Валери Тасо живее със семейството си в Барселона.

## Произведения
- Diario de una ninfómana (2003)
Дневникът на една нимфоманка, изд.: ИК „Бард“, София (2011), прев. Елена Дичева
- Paris la nuit (2004)
- El otro lado del sexo (2006)
- Antimanual de sexo (2008)
- Sabré cada uno de tus secretos (2010)
- Diario de una mujer pública (2011)

### Екранизации
- 2008 Diario de una ninfómana